# Biberach járás
Biberach járás egy járás Baden-Württembergben. Biberach járás Unterallgäu, Neu-Ulm, Memmingen, Alb-Donau, Reutlingen, Sigmaringen és Ravensburg járásokkal határos. Lakosainak száma 194 019 fő (2015. december 31.).

## Népesség
A járás népessége az elmúlt években az alábbi módon változott:
| Lakosok száma | 187 747 | 194 019 | 199 742 |
|               | 2014    | 2015    | 2019    |